# Derby dell'Hudson River
Il Derby del fiume Hudson o derby dell'Hudson River (in inglese: Hudson River Derby) o più semplicemente Derby di New York, è la rivalità calcistica che intercorre tra le due franchigie della Major League Soccer con base a New York. Il nome deriva, chiaramente, da quello del fiume Hudson, che scorre in città.
Il 12 luglio 2019, fan-club di entrambe le squadre hanno fondato la Hudson River Derby Foundation, la quale ha l'intenzione di promuovere il derby e di assegnare annualmente una coppa al vincitore della serie stagionale a partire dalla stagione 2020.

## Vincitori per anno

### Era non ufficiale
| Anno | Vincitore      | Punteggio | Reti totali |
| ---- | -------------- | --------- | ----------- |
| 2015 | N.Y. Red Bulls | 9-0       | 7-2         |
| 2016 | N.Y. Red Bulls | 6-3       | 11-3        |
| 2017 | New York City  | 6-3       | 6-3         |
| 2018 | N.Y. Red Bulls | 4-4       | 5-1         |
| 2019 | N.Y. Red Bulls | 3-3       | 3-3         |

### Era ufficiale
| Anno | Vincitore      | Punteggio | Reti totali |
| ---- | -------------- | --------- | ----------- |
| 2020 | New York City  | 3-3       | 5-3         |
| 2021 | N.Y. Red Bulls | 7-1       | 3-1         |

## Risultati
Vittoria N.Y. Red Bulls
  Vittoria New York City
  Pareggio
| #  | Data       | Competizione       | Stadio         | In casa        | Risultato | In trasferta   | Marcatori New York City              | Marcatori N.Y. Red Bulls                            | Spettatori |
| -- | ---------- | ------------------ | -------------- | -------------- | --------- | -------------- | ------------------------------------ | --------------------------------------------------- | ---------- |
| 1  | 10/05/2015 | MLS 2015           | Red Bull Arena | N.Y. Red Bulls | 2 - 1     | New York City  | Mullins                              | Wright-Phillips (2)                                 | 25.217     |
| 2  | 28/06/2015 | MLS 2015           | Yankee Stadium | New York City  | 1 - 3     | N.Y. Red Bulls | McNamara                             | Wright-Phillips, Duvall, Miazga                     | 48.047     |
| 3  | 09/08/2015 | MLS 2015           | Red Bull Arena | N.Y. Red Bulls | 2 - 0     | New York City  |                                      | Wright-Phillips, Felipe                             | 25.219     |
| 4  | 21/05/2016 | MLS 2016           | Yankee Stadium | New York City  | 0 - 7     | N.Y. Red Bulls |                                      | McCarty (2), Wright-Phillips (2), Muyl, Verón, Baah | 37.858     |
| 5  | 03/07/2016 | MLS 2016           | Yankee Stadium | New York City  | 2 - 0     | N.Y. Red Bulls | Harrison, Villa                      |                                                     | 33.613     |
| 6  | 24/07/2016 | MLS 2016           | Red Bull Arena | N.Y. Red Bulls | 4 - 1     | New York City  | McNamara                             | Wright-Phillips (2), Zubar, Kljestan                | 25.218     |
| 7  | 14/06/2017 | U.S. Open Cup 2017 | Red Bull Arena | N.Y. Red Bulls | 1 - 0     | New York City  |                                      | Royer                                               | 11.311     |
| 8  | 24/06/2017 | MLS 2017           | Red Bull Arena | N.Y. Red Bulls | 0 - 2     | New York City  | Harrison, Sweat                      |                                                     | 25.219     |
| 9  | 06/08/2017 | MLS 2017           | Yankee Stadium | New York City  | 3 - 2     | N.Y. Red Bulls | Villa (3)                            | Wright-Phillips (2)                                 | 33.679     |
| 10 | 25/08/2017 | MLS 2017           | Red Bull Arena | N.Y. Red Bulls | 1 - 1     | New York City  | Moralez                              | Verón                                               | 25.219     |
| 11 | 05/05/2018 | MLS 2018           | Red Bull Arena | N.Y. Red Bulls | 4 - 0     | New York City  |                                      | Kaku, Valot, Wright-Phillips, Etienne               | 25.219     |
| 12 | 06/06/2018 | U.S. Open Cup 2018 | Red Bull Arena | N.Y. Red Bulls | 4 - 0     | New York City  |                                      | Bezecourt, Long, Royer (2)                          | 9.496      |
| 13 | 08/07/2018 | MLS 2018           | Yankee Stadium | New York City  | 1 - 0     | N.Y. Red Bulls | Moralez                              |                                                     | 30.027     |
| 14 | 22/08/2018 | MLS 2018           | Yankee Stadium | New York City  | 1 - 1     | N.Y. Red Bulls | Villa                                | Wright-Phillips                                     | 30.139     |
| 15 | 14/07/2019 | MLS 2019           | Red Bull Arena | N.Y. Red Bulls | 2 - 1     | New York City  | Héber                                | Royer (2)                                           | 20.128     |
| 16 | 24/08/2019 | MLS 2019           | Yankee Stadium | New York City  | 2 - 1     | N.Y. Red Bulls | Moralez, Héber                       | Muyl                                                | 28.895     |
| 17 | 20/08/2020 | MLS 2020           | Red Bull Arena | N.Y. Red Bulls | 1 - 0     | New York City  |                                      | Duncan                                              | 0          |
| 18 | 02/11/2020 | MLS 2020           | Yankee Stadium | New York City  | 5 - 2     | N.Y. Red Bulls | Castellanos (3), Mackay Steven, Ring | White, Cásseres                                     | 0          |
| 19 | 22/09/2021 | MLS 2021           | Red Bull Arena | N.Y. Red Bulls | 1 - 1     | New York City  | Castellanos                          | Klimala                                             | 16.072     |
| 20 | 25/09/2021 | MLS 2021           | Yankee Stadium | New York City  | 0 - 1     | N.Y. Red Bulls |                                      | Fernandez                                           | 21.212     |
| 21 | 17/10/2021 | MLS 2021           | Red Bull Arena | N.Y. Red Bulls | 1 - 0     | New York City  |                                      | Cásseres                                            | 18.613     |
| 22 | 22/06/2022 | U.S. Open Cup 2022 | Red Bull Arena | N.Y. Red Bulls | 3 - 0     | New York City  |                                      | Morgan, Luquinhas, Fernandez                        | 12.575     |
| 23 | 17/07/2022 | MLS 2022           | Red Bull Arena | N.Y. Red Bulls | 0 - 1     | New York City  | Castellanos                          |                                                     | 25.219     |
| 24 | 17/09/2022 | MLS 2022           | Yankee Stadium | New York City  | 2 - 0     | N.Y. Red Bulls | Callens, Rodríguez                   |                                                     | 30.151     |
| 25 | 13/05/2023 | MLS 2023           | Red Bull Arena | N.Y. Red Bulls | 1 - 0     | New York City  |                                      | Fernandez                                           | 21.131     |
| 26 | 03/08/2023 | Leagues Cup 2023   | Red Bull Arena | N.Y. Red Bulls | 1 - 0     | New York City  |                                      | Fernandez                                           | 11.004     |
| 27 | 16/09/2023 | MLS 2023           | Yankee Stadium | New York City  | 0 - 0     | N.Y. Red Bulls |                                      |                                                     | 29.657     |
| 28 | 18/05/2024 | MLS 2024           | Citi Field     | New York City  | 2 - 1     | N.Y. Red Bulls | Wolf, Bakrar                         | Harper                                              | 30.731     |
| 29 | 28/09/2024 | MLS 2024           | Red Bull Arena | N.Y. Red Bulls | 1 - 5     | New York City  | Morález, Martínez (2), Perea, Gray   | Vanzeir                                             | 25.291     |
| 30 | 23/11/2024 | MLS 2024 Playoffs  | Citi Field     | New York City  | 0 - 2     | N.Y. Red Bulls |                                      | Carballo, Vanzeir                                   | 24.891     |
| 31 | 17/05/2025 | MLS 2025           | Citi Field     | New York City  | 2 - 0     | N.Y. Red Bulls | Martínez, Morález                    |                                                     | 30.804     |
| 29 | 27/09/2025 | MLS 2025           | Red Bull Arena | N.Y. Red Bulls |           | New York City  |                                      |                                                     |            |

## Statistiche
Aggiornate al 13 maggio 2023.

### Incontri
|               | Partite | Vittorie N.Y. Red Bulls | Pareggi | Vittorie New York City | Reti N.Y. Red Bulls | Reti New York City |
| ------------- | ------- | ----------------------- | ------- | ---------------------- | ------------------- | ------------------ |
| MLS           | 22      | 11                      | 3       | 8                      | 36                  | 25                 |
| U.S. Open Cup | 3       | 3                       | 0       | 0                      | 8                   | 0                  |
| Totale        | 25      | 14                      | 3       | 8                      | 44                  | 25                 |

### Titoli
| Squadra            | Campionati MLS | Supporters' Shield | U.S. Open Cup | CONCACAF C. L. | Totale |
| ------------------ | -------------- | ------------------ | ------------- | -------------- | ------ |
| New York Red Bulls | 0              | 3                  | 0             | 0              | 3      |
| New York City      | 1              | 0                  | 0             | 0              | 1      |

## Cannonieri
In grassetto i giocatori ancora nella rosa del rispettivo club
| Pos. | Nome                    | Squadra            | Gol |
| ---- | ----------------------- | ------------------ | --- |
| 1    | Bradley Wright-Phillips | New York Red Bulls | 12  |
| 2    | David Villa             | New York City      | 5   |
| 2    | Daniel Royer            | New York Red Bulls | 5   |
| 2    | Valentín Castellanos    | New York City      | 5   |
| 3    | Maximiliano Moralez     | New York City      | 3   |
| 6    | Jack Harrison           | New York City      | 2   |
| 6    | Héber                   | New York City      | 2   |
| 6    | Dax McCarty             | New York Red Bulls | 2   |
| 6    | Thomas McNamara         | New York City      | 2   |
| 6    | Alex Muyl               | New York Red Bulls | 2   |
| 6    | Gonzalo Verón           | New York Red Bulls | 2   |
| 6    | Cristian Cásseres Jr.   | New York Red Bulls | 2   |
| 6    | Omir Fernandez          | New York Red Bulls | 2   |